# Williams, Iowa
Williams là một thành phố thuộc quận Hamilton, tiểu bang Iowa, Hoa Kỳ. Năm 2010, dân số của thành phố này là 344 người.

## Dân số
Dân số qua các năm:
- Năm 2000: 427 người.
- Năm 2010: 344 người.